# Alan Gordon
Alan Gordon foi um ator britânico. Apareceu em filmes como  Deadly Nightshade (1953), Foxy Lady (1971) (em que ele "se apaixona por uma garota rica, Sylvia Feigel"), Cannibal Girls (1973), e Kagaku Sentai Dynaman (1988).